# James Buchanan Duke

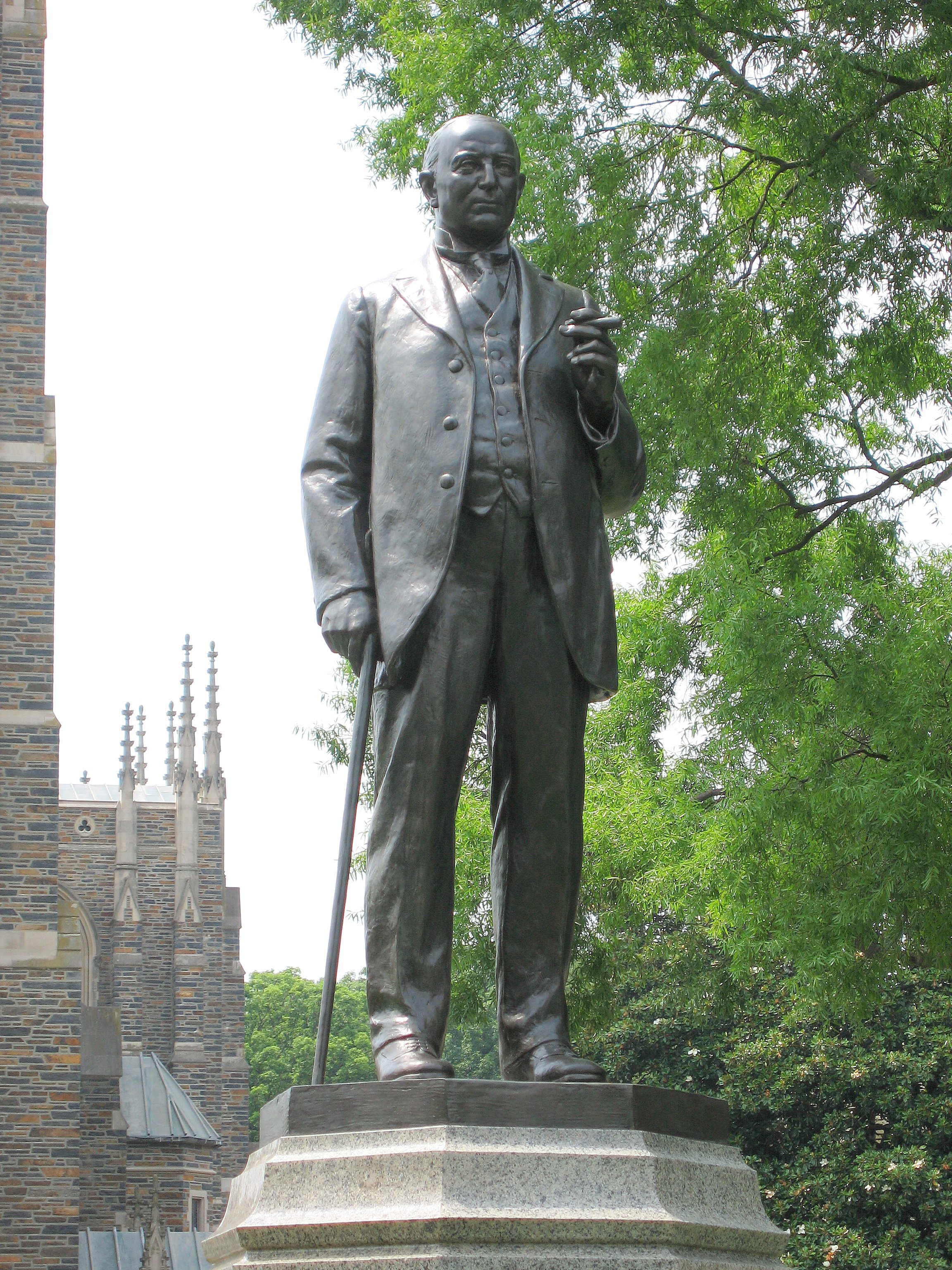
Staty av James Buchanan Duke.

James Buchanan Duke, född 23 december 1856, död 10 oktober 1925, var en amerikansk industriman.

## Biografi
Duke tillhörde tillsammans med sin bror Benjamin Newton Duke (1855-1925) den amerikanska cigarrettindustrins ledande män. 1884-90 utkämpade bröderna Duke en häftig strid med sina konkurrenter, vilken slutade med bildandet av en tobakstrust, vars ledare Duke blev. Trusten upplöstes, sedan högsta domstolen förklarat dess verksamhet olaglig. Duke instiftade 1924 en fond på nära 100 miljoner dollar i syfte att skapa och underhålla ett universitet, Duke University i sin hemstad Durham.